# ФК Задругар Лазарево
ФК Задругар Лазарево је фудбалски клуб из Лазарева, Србија. Клуб је основан 1946. и тренутно се такмичи у Зрењанинска А лига, шестом такмичарском нивоу српског фудбала. 
Задругар је у сезони 2010/11. заузео 1. место у Војвођанској лиги Исток и тако прошао у виши ранг, Српску лигу Војводина. Прву сезону у Српској лиги клуб је завршио на тринаестом месту и испао у нижи ранг.

## Новији резултати
| Сезона   | Ранг | Лига                   | Позиција | ИГ | Д  | Н | П  | ГД | ГП | ГР  | Бод | Куп                  |
| -------- | ---- | ---------------------- | -------- | -- | -- | - | -- | -- | -- | --- | --- | -------------------- |
| 2009/10. | 5    | ПФЛ Зрењанин           | 1.       | 28 | 19 | 5 | 4  | 85 | 19 | +66 | 62  | Није се квалификовао |
| 2010/11. | 4    | Војвођанска лига Исток | 1.       | 30 | 22 | 3 | 5  | 82 | 31 | +51 | 69  | Није се квалификовао |
| 2011/12. | 3    | Српска лига Војводина  | 13.      | 28 | 10 | 4 | 14 | 32 | 38 | -6  | 34  | Није се квалификовао |
| 2012/13. | 4    | Војвођанска лига Исток | 15.      | 30 | 5  | 4 | 21 | 23 | 73 | -50 | 19  | Није се квалификовао |
| 2013/14. | 5    | ПФЛ Зрењанин           | 13.      | 30 | 10 | 8 | 12 | 27 | 49 | -22 | 38  | Није се квалификовао |